# Península del Morrazo
La península del Morrazo es una pequeña península localizada en la provincia de Pontevedra (Galicia, España). Tiene unos 40 km de longitud, por 10 km de ancho, y separa las rías de Vigo y Pontevedra.

## Geología
Geológicamente hablando, la península del Morrazo es un ejemplo de horst, esto es, que la elevación del terreno que la conforma se debió al hundimiento de las rías que separa. Su istmo va de Puente-Sampayo a Pontevedra, y de esa ciudad se desprende la península hacia el suroeste, separando, como se dijo, las rías de Vigo y Pontevedra.
Su parte occidental se ve desgajada de norte a sur por una amplia hendidura tectónica inundada: la Ría de Aldán, que individualiza la subpenínsula de O Hío, parroquia más occidental de la comarca del Morrazo. Por su parte, su extremo meridional y confín de la península, Cabo Home, muere a pocos metros de las Islas Cíes (integradas en el parque nacional de las Islas Atlánticas).
El Morrazo es una península montuosa atomizada en docenas de valles, oteros, ensenadas... que conforman un complejo tejido de unidades individualizadas, ricas y muy humanizadas que albergan una elevada densidad de población (entre las cinco más altas de Galicia). El punto más alto de la península es la meseta de A Chan da Carqueixa (636 m), en el Monte Faro en Domaio.
Los miradores de Cotorredondo, Monte do Faro, A Fraga, Agudelo, A Paralaia, A Magdalena, O Balcón do Rei, Varalonga, Liboreiro o Ermelo ofrecen amplias panorámicas de su bellísimo paisaje, donde se conjugan en armonía el monte y el mar, desde la Ría de Pontevedra a la de Vigo.

## Demografía
El poblamiento del Morrazo es disperso, y la mayoría de los más de 200 núcleos de población que conforman la península se encuadran en un contínuum rururbano en donde se destacan algunas villas. La población total está formada por casi 90.000 habitantes, lo que da lugar a una densidad de población de unos 507 hab./km².
La península del Morrazo se corresponde con los actuales municipios de Cangas, Bueu, Marín y Moaña, así como dos parroquias del de Pontevedra: Lourizán y Salcedo, y cuatro del de Vilaboa: San Adrián de Cobres, Santa Cristina de Cobres, Vilaboa y Figueirido. Cangas es la capital histórica, así como el municipio más poblado.

## Economía y cultura
La pesca y el turismo son las dos áreas económicas más destacadas, y su riqueza se expresa también en la cultura, el deporte o la gastronomía de la zona. Así, el deporte de las traineras y, en general, del remo (el piragüista morracense David Cal fue el primer deportista español que logró dos medallas, una de oro y otra de plata, en los Juegos Olímpicos de Atenas 2004), son muy populares. También lo son los pescados y mariscos, apreciados en todo el mundo.
Entre los eventos culturales sobresale el Festival Intercéltico del Morrazo, que se celebra en Moaña cada año, a finales del mes de julio, aunque su riqueza cultural es también amplísima.